# Seminary Co-op

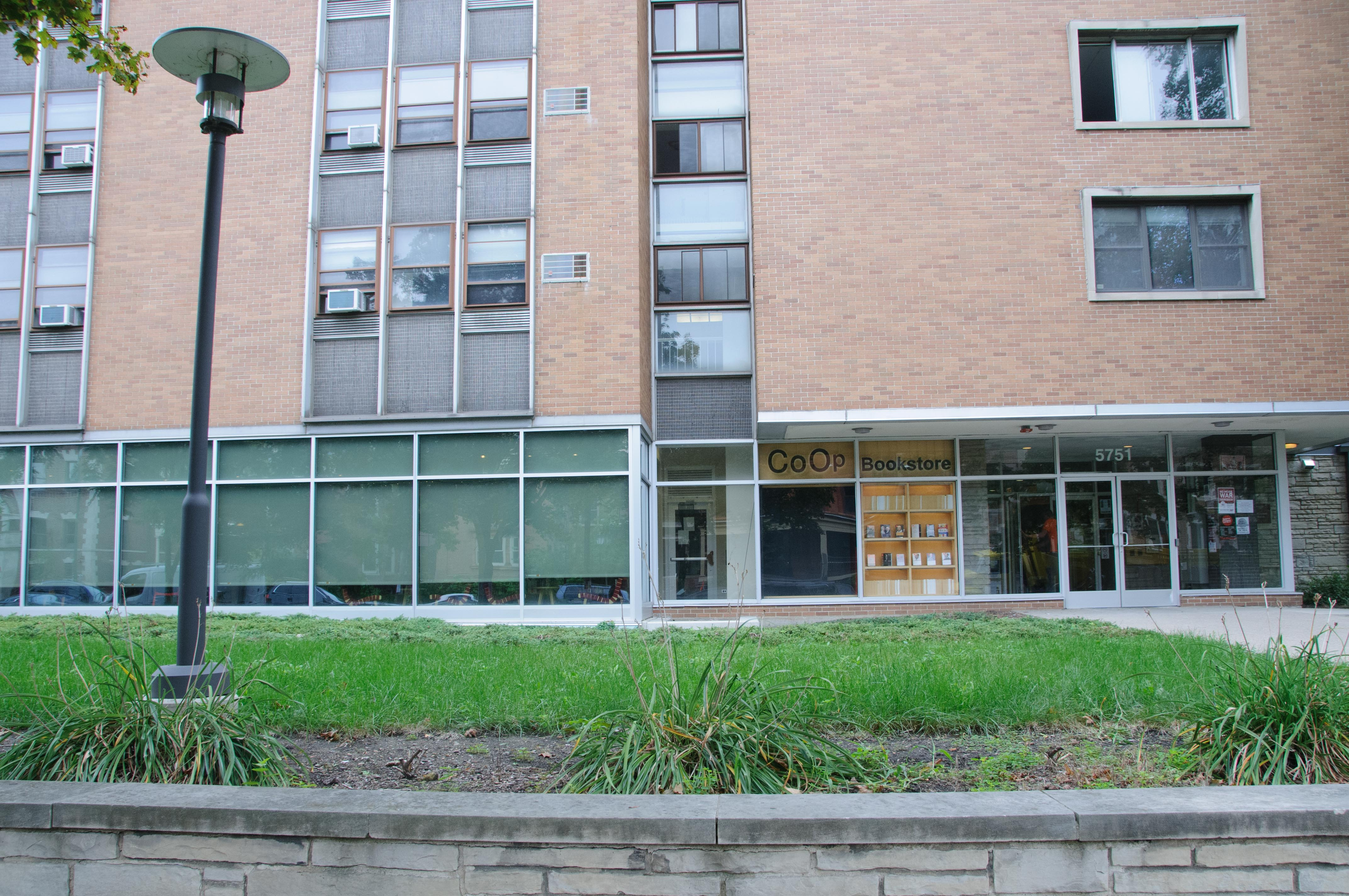
Die Hauptbücherei auf dem Campus der University of Chicago

Die Seminary Cooperative Bookstores, Inc., auch bekannt als Seminary Co-op (Name der Hauptbücherei), sind eine Genossenschaft mit drei Buchhandlungen in Chicago, davon zwei auf und in direkter Nähe des Campus der University of Chicago in Hyde Park, Chicago. Sie wurde 1961 gegründet.
Das Seminary Co-op, auch Sem Co-op genannt, ist das Hauptgeschäft. Es befindet sich auf dem Campus und enthält die größte Auswahl akademischer Lehrbücher in den USA. Das Ansehen des Sem Co-op war dermaßen groß, dass die Columbia University in den 1990ern versuchte, den Manager Jack Cella dazu zu bewegen, eine Filiale in New York zu eröffnen. 57th Street Books, einige Häuserblocke vom Sem Co-op entfernt, bietet mehr populäre Bücher an. Die Newberry Library im Norden Chicagos komplettiert die Buchhandels-Genossenschaft. Alle drei Büchereien sehen sich als Ort, wo der Kunde einige Zeit verweilt, sich in den Gängen "verliert", oder sich auf den sporadisch vorhandenen Stühlen und Tischen mit einem Buch niederlässt.
Seminary Cooperative Bookstores, Inc. bietet Kapitalanteile für 10 Dollar pro Aktie an, womit Aktienbesitzer 10 % Ermäßigung in den Geschäften erhalten. Die eher niedrigen Gewinne werden zurück in die Buchhandlungen investiert. Heute besitzen 53.000 Menschen Anteile am Seminary Coop, davon 3500 außerhalb der USA.
Während des akademischen Jahres finden für Besucher frei zugängliche wöchentliche Seminare und Lesungen statt, in denen öfters Autoren ihr neues Buch vorstellen.